# Waleri Jablotschkin
Waleri Jablotschkin (kasachisch Валерий Яблочкин; * 2. Februar 1973 in Temirtau) ist ein ehemaliger kasachischer Fußballspieler.

## Karriere
Waleri Jablotschkin begann seine Karriere 1990 beim Bolat-AMT Temirtau. 1991 wechselte er zu Schachtjor Qaraghandy. Nach nur einem Jahr wurde er von Kairat Almaty verpflichtet. Von 1993 bis 1996 stand er beim russischen Zweitligisten Schinnik Jaroslawl unter Vertrag, mit dem er 1996 den Aufstieg in höchste russische Spielklasse schaffte. Durch seine guten Leistungen in der zweiten Liga wurde er vom russischen Hauptstadtverein Lokomotive Moskau verpflichtet. Durch die etlichen Verletzungen konnte er sich nicht durchsetzen und wurde zum Drittligisten Neftjanik Jaroslawl transferiert, wo er 1998 nach zehn für ihn torlosen absolvierten Partien seine Karriere beendete.

## Nationalmannschaft
Waleri Jablotschkin wurde zwei Mal in der Kasachischen Fußballnationalmannschaft eingesetzt und erzielte dabei ein Tor.